# إليزابيث واتسون راسيل لورد
إليزابيث واتسون راسيل لورد (بالإنجليزية: Elizabeth Watson Russell Lord) هي فاعلة خير أمريكية، ولدت في 28 أبريل 1819، وتوفيت في 24 مايو 1908.
1. 1 2 3   https://en.wikisource.org/wiki/Woman_of_the_Century/Elizabeth_W._Russell_Lord. {{استشهاد ويب}}: |url= بحاجة لعنوان (مساعدة) والوسيط |title= غير موجود أو فارغ (من ويكي بيانات) (مساعدة)